# Collins Ridge
Collins Ridge är en bergstopp i Antarktis. Den ligger i Västantarktis. Nya Zeeland gör anspråk på området. Toppen på Collins Ridge är 1 017 meter över havet.
Terrängen runt Collins Ridge är huvudsakligen kuperad, men söderut är den bergig. Trakten är obefolkad. Det finns inga samhällen i närheten.